# Người Pashtun
Người Pashtun (tiếng Pashtun: پښتانه Pax̌tānə; dạng giống đực số ít: پښتون Pax̌tūn, dạng giống cái số ít: پښتنه Pax̌tana), về lịch sử còn có ngoại danh Afghan (tiếng Ba Tư: افغان, Afğān), và Pathan (tiếng Hindustan: پٹھان, पठान, Paṭhān), là một dân tộc tại Afghanistan và tây bắc Pakistan. Họ nói tiếng Pashtun - một ngôn ngữ Iran Đông - và tuân theo Pashtunwali, một tập hợp các lời dạy cá nhân và cộng đồng mang tính truyền thống. Đại bộ phận người Pashtun là tín đồ Islam giáo dòng Sunni, một bộ phận nhỏ theo dòng Shia. Nguồn gốc người Pashtun không rõ ràng, nhưng các nhà sử học đã đề xuất mối liên hệ giữa họ với một vài dân tộc cổ đại, gồm người Paktha, những người có thể là tổ tiên của người Pashtun ngày nay.
Có nhiều người Pashtun nổi bật trong lịch sử. Ahmad Shah Durrani được coi là nhà sáng lập nhà nước hiện đại Afghanistan. Bacha Khan là một nhà hoạt động nhằm giành độc lập cho Afghanistan khỏi sự cai trị của Anh. Một vài nhân vật nổi bật khác gồm Malala Yousafzai, Hamid Karzai, và Imran Khan.
Người Pashtun tạo nên một cộng đồng lớn tại Pakistan, nơi có số người Pashtun lớn nhất. Theo Ethnologue, tổng số người Pashtun được ước tính là 50 triệu nhưng con số chính xác thì không rõ vì tình trạng chính trị xã hội tại Afghanistan. Ước tính con số các bộ tộc và thị tộc Pashtun là từ 350 tới hơn 400.

## Phân bố
Đại đa số người Pashtun cư ngụ tại quê hương Pashtunistan, tọa lạc ở phía nam sông Amu Darya tại Afghanistan và phía tây sông Ấn tại Pakistan, bao gồm Khyber-Pakhtunkhwa, Những Khu vực Bộ lạc Liên bang Quản lý (FATA) và một phần của Balochistan. Cũng có những cộng đồng người Pashtun ở tây và bắc Afghanistan, các vùng Gilgit–Baltistan và Kashmir và tây bắc tỉnh Punjab. Trong cộng đồng người Hồi giáo tại Ấn Độ, đa số có gốc gác Pashtun. Trên khắp tiểu lục địa Ấn Độ, họ thường được gọi là Pathan. Những cộng đồng kiều dân nhỏ hơn có mặt ở tỉnh Khorasan của Iran,
bán đảo Ả Rập, châu Âu, Bắc Mỹ, và Úc.
Những trung tâm đô thị quan trọng của người Pashtun gồm Peshawar, Quetta, Kandahar, Jalalabad, Kunduz, và Lashkar Gah. Những đô thị nhỏ hơn gồm chủ yếu người Pashtun là Swat, Kohat, Hangu, Khost, Mardan, Asadabad, Gardēz, Farah, Pul-i-Alam, Bannu, Parachinar, Swabi, Maidan Shar, Tarinkot, Battagram, Mansehra, Attock. 25% dân số hai thành phố Kabul và Ghazni ở Afghanistan là người Pashtun, còn Herat và Mazar-i-Sharif thì ít nhất là 10%. Với một số ước tính đạt tới 7 triệu, thành phố Karachi tại Sindh, Pakistan là nơi tập trung đông người Pashtun đô thị nhất thế giới.